# Nationella allianspartiet
Nationella allianspartiet (NAP) är ett politiskt parti i Papua Nya Guinea som bildades 1995 av Bernard Narokobi, Moi Avei, Bart Philemon och Masket Iangalio.
Den förre premiärministern Michael Somare tackade ja till att leda partiet sedan han sparkats som partiledare för Pangu-partiet.
I valen 2002 och 2007 blev NAP landets största parti och Somare fungerade som premiärminister. Den NAP-ledda regeringen (2002-2007) var den första regeringen sedan landets självständighet som satt en hel mandatperiod.
2006 gjorde Bart Philemon ett misslyckat försök att avsätta Somare som partiledare och bildade istället Nya Generations-partiet.